# Мельник Дмитро Никанорович
Дмитро Никанорович Мельник (7 жовтня 1912, село Снітівка Подільської губернії, тепер Летичівського району Хмельницької області — 5 лютого 1969, місто Липецьк, тепер Російська Федерація) — радянський державний діяч, 1-й секретар Сахалінського обласного комітету ВКП(б), 1-й секретар Приморського крайового комітету КПРС. Член ЦК КПРС у 1952—1956 роках. Депутат Верховної ради РРФСР 2-го скликань. Депутат Верховної ради СРСР 3—4-го скликань.

## Життєпис
Народився в бідній селянській родині. У 1928 році вступив до комсомолу. У 1929—1932 роках — учень Красноградського агрохімічного технікуму на Харківщині.
У жовтні 1932 — січні 1933 року — асистент-агрохімік Артемівської сільськогосподарської дослідної станції Донецької області.
У січні 1933 — листопаді 1934 року — завідувач відділу виробництва і зарплати Донецького обласного комітету профспілки працівників зернорадгоспів, заступник голови Донецького обласного бюро машинно-тракторних станцій інженерно-технічної секції.
У листопаді 1934 — лютому 1937 року — служба у військах НКВС СРСР: секретар бюро ВЛКСМ кавалерійського дивізіону військ НКВС СРСР. З лютого 1937 року — в Управлінні НКВС СРСР по Далекосхідному краю.
Член ВКП(б) з 1937 року.
У 1937 — травні 1939 року — 1-й секретар Хабаровського міського комітету ВЛКСМ; секретар Хабаровського обласного комітету ВЛКСМ; секретар Хабаровського крайового комітету ВЛКСМ.
У травні 1939 — червні 1940 року — секретар Комсомольського-на-Амурі міського комітету ВКП(б) із кадрів Хабаровського краю.
У червні 1940 — грудні 1944 року — голова виконавчого комітету Комсомольської-на-Амурі міської ради депутатів трудящих Хабаровського краю.
У грудні 1944 — листопаді 1945 року — заступник голови виконавчого комітету Хабаровської крайової ради депутатів трудящих.
4 серпня 1945 — 15 червня 1951 року — 1-й секретар Сахалінського обласного комітету ВКП(б).
У 1951—1952 роках — слухач Курсів перепідготовки при ЦК ВКП(б).
До вересня 1952 року — інструктор ЦК ВКП(б).
У вересні 1952 — березні 1955 року — 1-й секретар Приморського крайового комітету КПРС.
У 1955—1957 роках — слухач Вищої партійної школи при ЦК КПРС.
З 1957 року — секретар Липецького обласного комітету КПРС.
До 5 лютого 1969 року — заступник голови виконавчого комітету Липецької обласної ради депутатів трудящих.
Помер 5 лютого 1969 року в місті Липецьку. Похований в Липецьку на Євдокіївському цвинтарі.

## Нагороди
- орден Трудового Червоного Прапора
- орден «Знак Пошани»
- медаль «За доблесну працю у Великій Вітчизняній війні 1941—1945 рр.»
- медалі